# Ponti Mannu
El Ponti Mannu (en sardo, 'Puente Grande') es un antiguo puente romano del siglo II-III que unía la isla de  Cerdeña con la de isla de Sant'Antioco. Estuvo en uso hasta el año 1954, fecha en la que se construyó una nueva carretera paralela al puente. Es uno de los puentes romanos mejor conservados de toda Cerdeña.

## Historia del puente

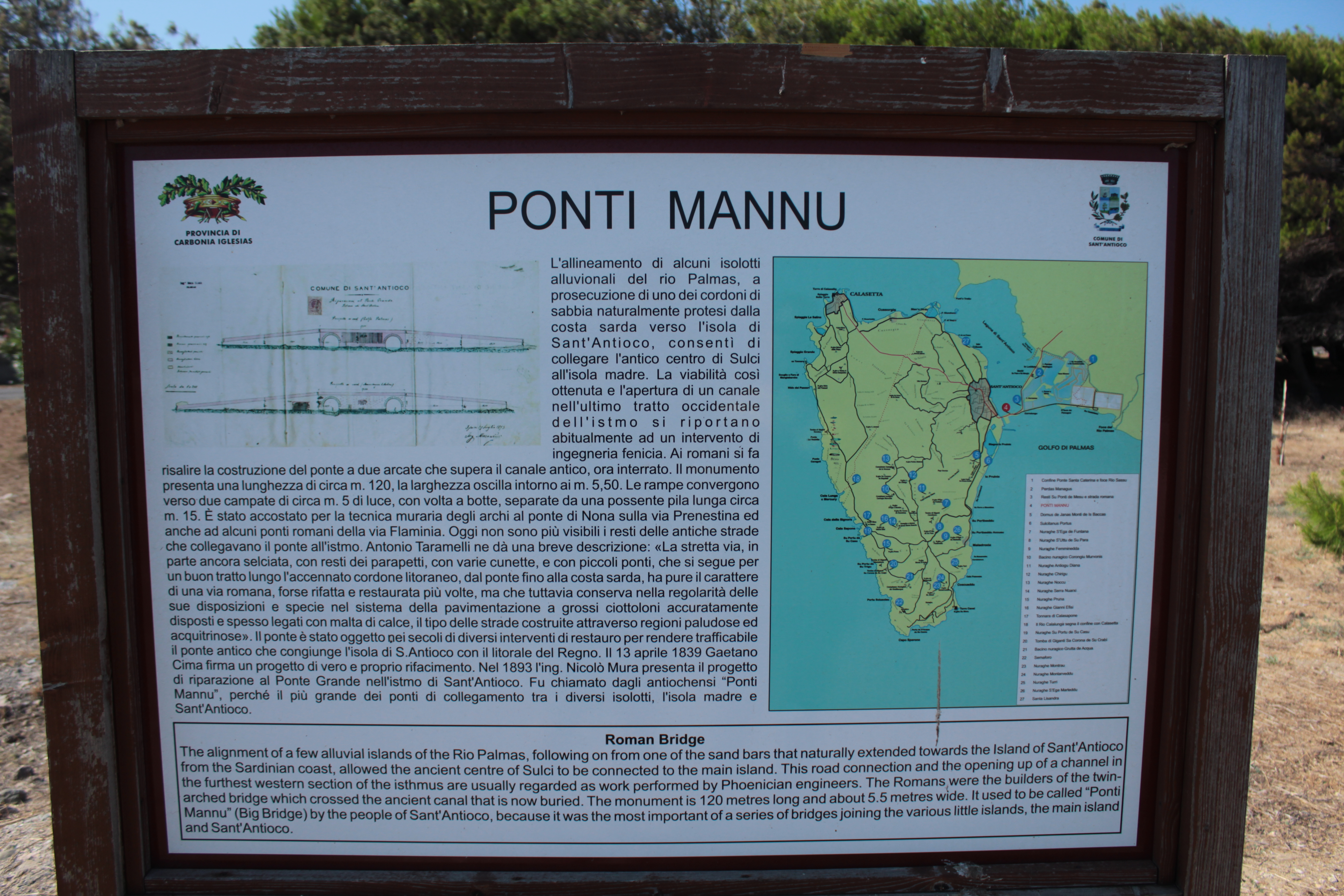
Panel informativo del puente

La existencia de una serie de islotes formados mediante la acumulación de arenas naturales y de sedimentos procedentes del río Palmas permitieron ya a los fenicios que habitaban la colonia de Sulcis conectar la isla de Sant'Antioco con la isla principal. En la parte occidental de esta conexión, se efectuó a su vez un canal que permitía conectar el golfo de Palmas con la laguna de Sant'Antioco. Este canal, en la actualidad enterrado, era salvado, ya en época romana, con un puente de piedra de dos vanos. Otros dos puentes romanos (en la actualidad desaparecidos) salvaban otros canales de dimensiones menores.  El puente sufrió diversas reparaciones menores durante los siglos posteriores que permitieron mantenerlo en funcionamiento. Ya en el siglo XIX, su estado de mantenimiento empeoró y en 1839 se llegó incluso a redactar un proyecto, obra de Gaetano Cima, para construir un nuevo puente. Sin embargo, en 1893 se decidió finalmente repararlo según proyecto de Nicolo Maura. 
A pesar de que alrededor de 1940 se cegase el canal para facilitar el acceso al puerto de equipos militares y para facilitar el transporte de mercancías en dirección a la isla principal , el puente permaneció en uso hasta el año 1954 cuando se construyó una nueva carretera paralela al puente. El golfo de Palmas y la laguna de Sant'Antioco permanecieron sin comunicación hasta mayo de 1981 cuando se finalizaron las obras del nuevo puente de hormigón que salva ahora un nuevo canal (de unos 60 metros de anchura) excavado aproximadamente 300 metros al oeste del puente romano.

## Galería de imágenes

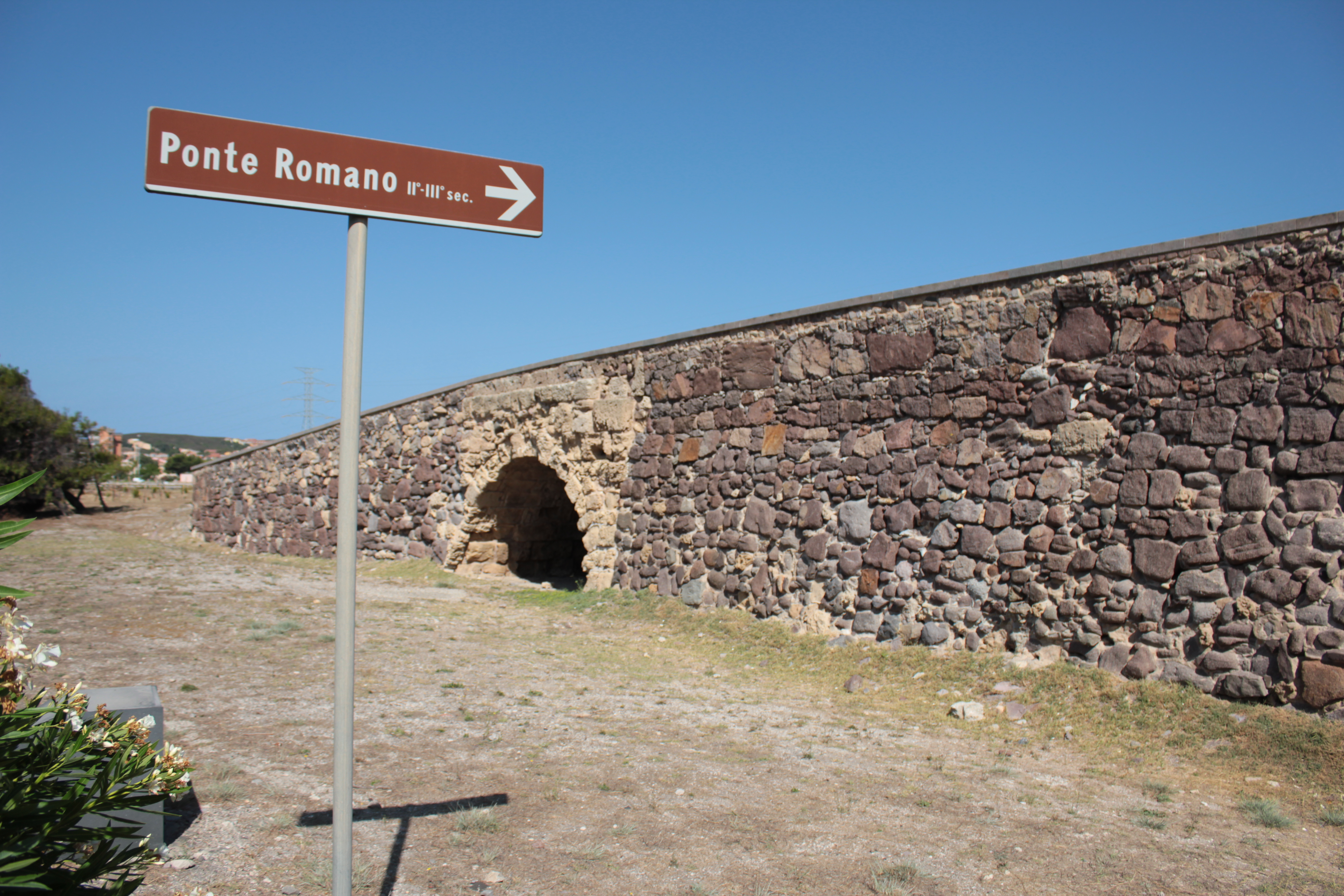
Vista general del puente con cartel indicando fecha de construcción.
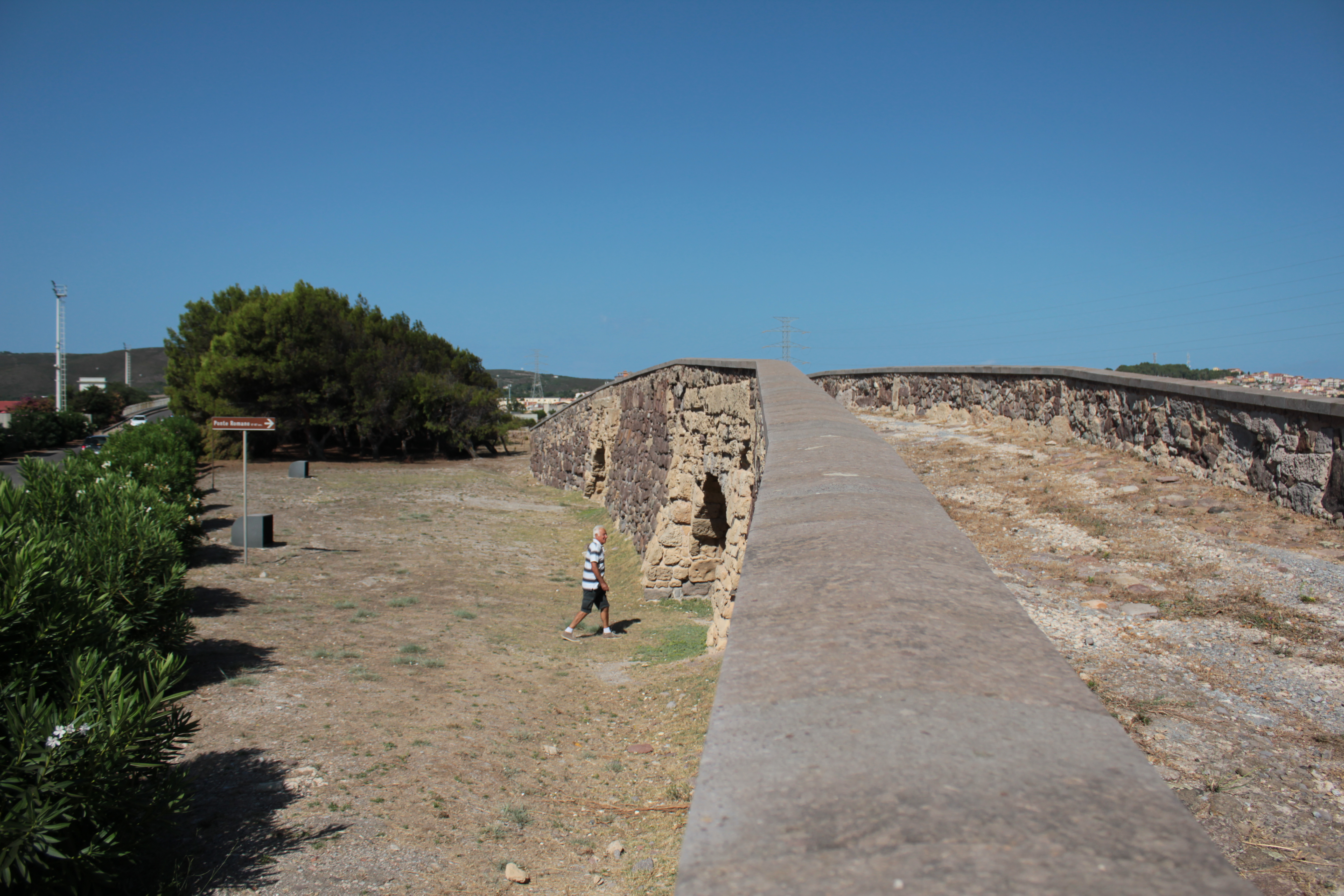
Vista longitudinal del puente.
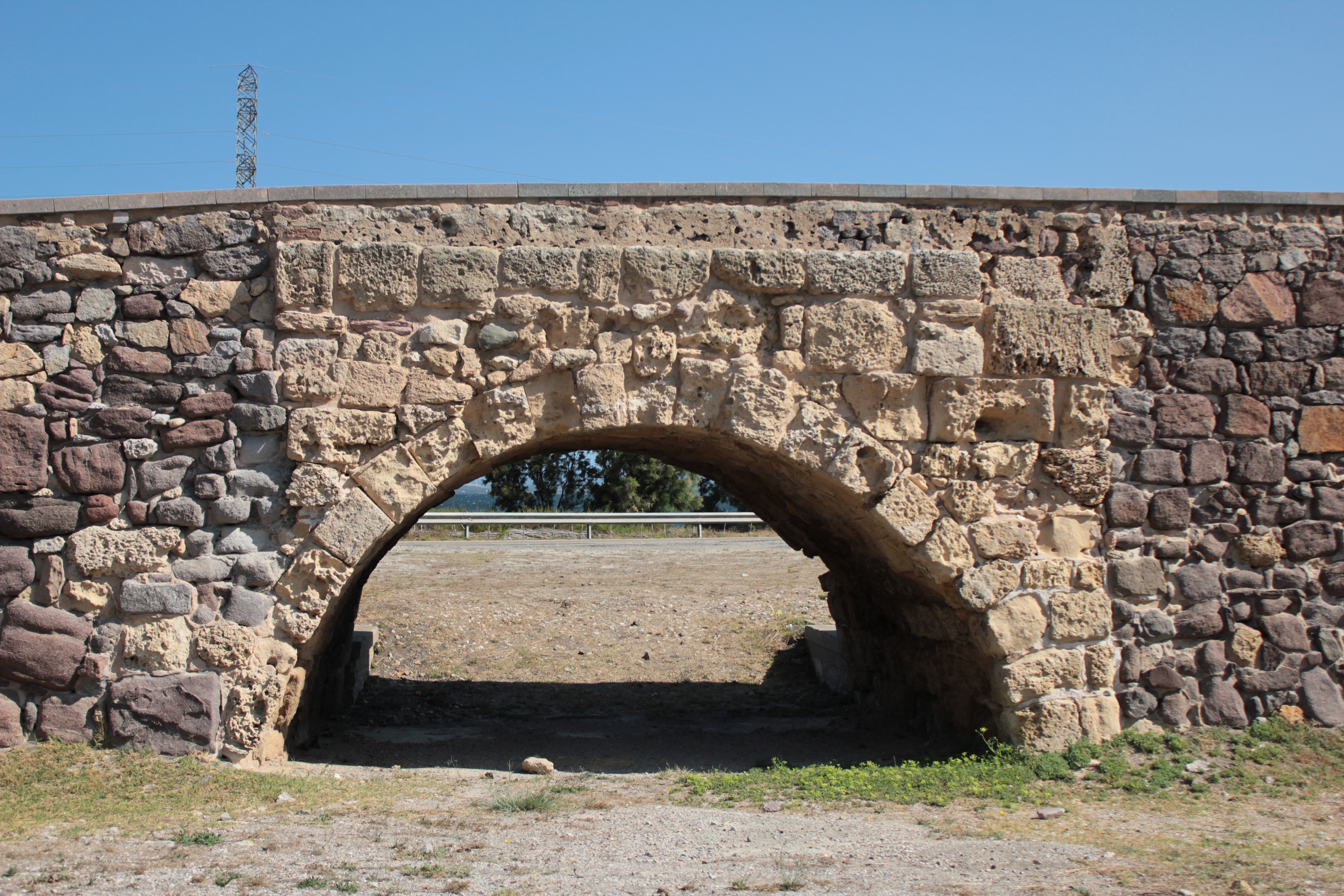
Detalle de uno de los arcos.
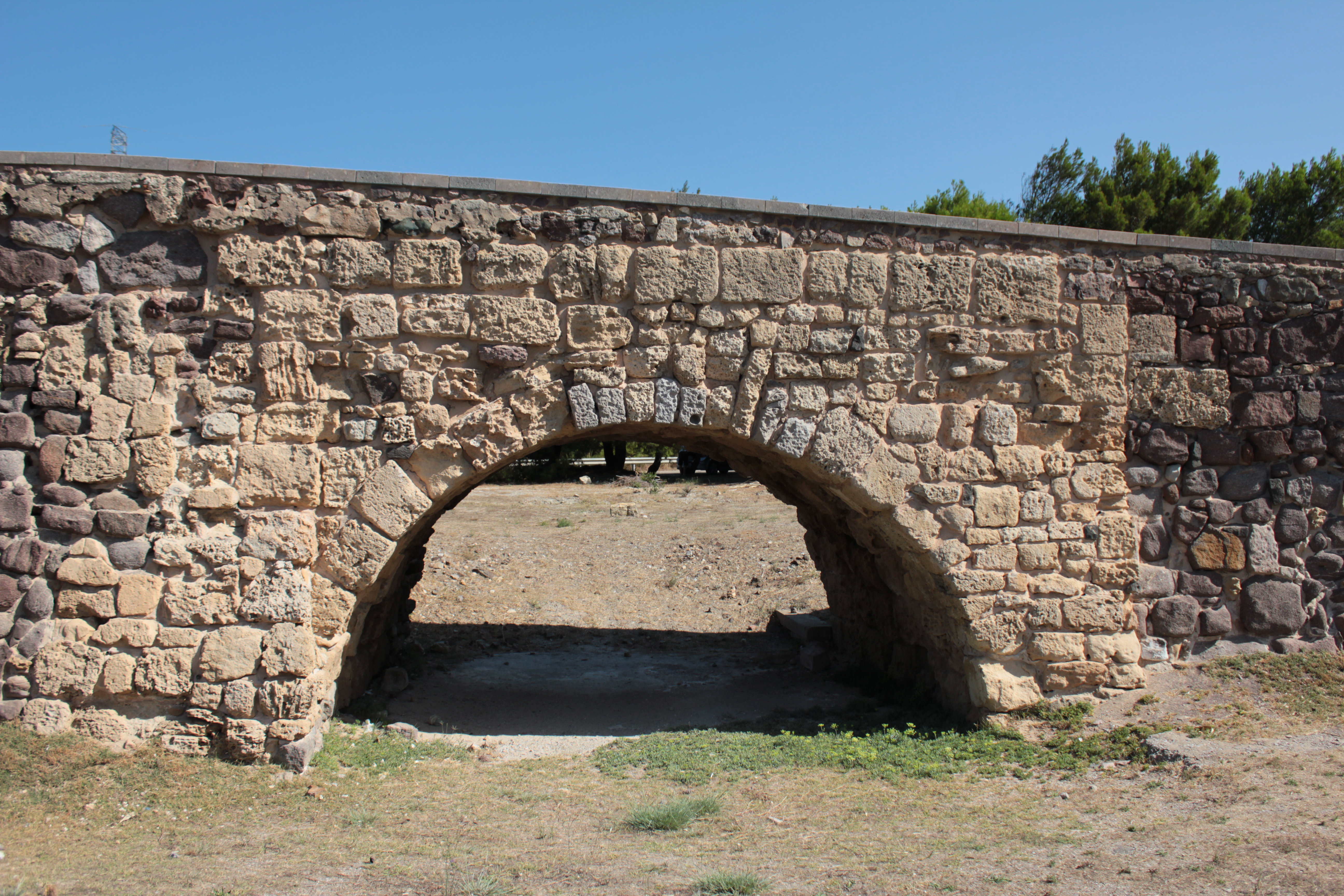
Detalle del otro arco.